# Jugderdemidiyn Gurragcha
Jugderdemidiyn Gurragcha ou Gurragcha Sansar (em mongol: Жугдердемидийн Гуррагча; Gurvan-Bulak, 5 de dezembro de 1947) foi o primeiro cosmonauta mongol, o segundo asiático no espaço e Ministro da Defesa da Mongólia entre 2000 e 2004.
Gurragcha formou-se em engenharia aeroespacial em Ulan Bator, capital mongol, e entrou para a força aérea do país, fazendo carreira até o posto de major-general.
Selecionado para o programa espacial soviético Intercosmos, junto com outros oficiais de países satélites da antiga União Soviética, Gurragcha subiu ao espaço em 22 de março de 1981, a bordo da Soyuz 39, junto com o soviético Vladimir Dzhanibekov, para uma missão de sete dias em órbita da Terra, na estação espacial Salyut 6, onde realizaram diversas experiências científicas em gravidade zero.
Após seu voo e antes de se tornar Ministro da Defesa mongol em 2000, trabalhou como chefe de um instituto científico de Ulan Bator.
Em 1997, após o fim da era comunista na Mongólia, o banimento da proibição de sobrenomes aos cidadãos mongóis e sem conseguir descobrir qual era seu nome original de família, Gurragcha escolheu Sansar como seu novo sobrenome, que em mongol significa “cosmos”.